# Фіораванте Бальді
Фіораванте Бальді (італ. Fioravante Baldi, 14 січня 1913, Базель — 1976) — італійський футболіст, що грав на позиції нападника, а пізніше півзахисника, насамперед за «Торіно». По завершенні ігрової кар'єри — тренер.

## Ігрова кар'єра
У дорослому футболі дебютував 1932 року виступами за команду «Фоджа», в якій провів два сезони, взявши участь у 45 матчах чемпіонату, у яких забив 27 голів.
Своєю грою за цю команду привернув увагу представників тренерського штабу клубу «Торіно», до складу якого приєднався 1934 року. Відіграв за туринську команду наступні дев'ять сезонів своєї ігрової кар'єри. Більшість часу, проведеного у складі «Торіно», був основним гравцем команди. У перших сезонах грав на позиції нападника, але пізніше перейшов у лінію півзахисту.
У розіграші 1935/36 виборов титул володаря Кубка Італії. У фіналі «Торіно» переміг «Алессандрію» з рахунком 5:1. Того ж року команда посіла третє місце в чемпіонаті, а також дебютувала в Кубку Мітропи. У розіграші Кубка Мітропи 1936 «Торіно» стартував з кваліфікаційного раунду, в якому зустрічався з швейцарським клубом «Берн». Італійська команда двічі розгромно перемогла - 4:1 і 7:1, а Бальді забив у цих матчах три голи. В наступному раунді «Торіно» зустрічався з угорським «Уйпештом». В домашньому матчі команда Бальді перемогла з рахунком 2:0, але у матчі-відповіді поступилась 0:5.
Наступного сезону у складі команди «Торіно» Бальді знову став третім призером чемпіонату, а у 1939 і 1942 роках завойовував срібні медалі. Стати чемпіоном гравець зумів у своєму останньому сезоні в клубі. В чемпіонському розіграші 1942-43 Фіораванте Бальді відіграв 16 матчів на позиції півзахисника. Того ж року клуб вдруге у своїй історії став володарем кубка Італії. Бальді не грав у фінальному матчі, але виступав у двох перших матчах розіграшу, відзначившись голом у грі проти «Анконітани» (7:0). Загалом у складі «Торіно» Бальді зіграв 240 офіційних матчів, у яких забив 55 голів.
У повоєнні роки грав за «Наполі», «Чезену» та «Піомбіно», в останньому з яких і завершив ігрову кар'єру 1949 року.

## Кар'єра тренера
Починаючи з 1947 року поєднував виступи на полі з тренерською роботою, був граючим тренером «Чезени» і «Піомбіно».
Згодом протягом 1952–1956 років очолював тренерські штаби «Катанія», «Ланероссі», «Монци» і клубу СПАЛ. Згодом 1956 року повернувся до «Торіно», в якому свого часу провів найкращі роки ігрової кар'єри. Тренував туринську команду до 1958 року з невеликою перервою, протягом якої його підміняв югослав Благоє Мар'янович.
1958 року удруге очолив команду клубу СПАЛ, яка під його керівництвом у сезоні 1959/60 посіла найвище своїй історії п'яте місце в найвищому італійському дивізіоні.
На початку 1960-их тренував «Палермо» і «Наполі», завершивши тренерську кар'єру 1962 року.
Помер у травні 1976 року.

## Статистика виступів

### Статистика виступів у кубку Мітропи
| №                      | Розіграш               | Стадія                 | Дата та місце проведення | Команда 1              | Рахунок | Команда 2 | Голи    |
| ---------------------- | ---------------------- | ---------------------- | ------------------------ | ---------------------- | ------- | --------- | ------- |
| 1                      | 1936                   | кв. раунд              | 07.06.1936 Берн          | Берн                   | 1:4     | Торіно    | 5'      |
| 2                      | 1936                   | кв. раунд              | 14.06.1936 Турин         | Торіно                 | 7:1     | Берн      | 69' 76' |
| 3                      | 1936                   | 1/8                    | 21.06.1936 Турин         | Торіно                 | 2:0     | Уйпешт    |         |
| 4                      | 1936                   | 1/8                    | 26.06.1936 Будапешт      | Уйпешт                 | 5:0     | Торіно    |         |
| Всього у кубку Мітропи | Всього у кубку Мітропи | Всього у кубку Мітропи | Всього у кубку Мітропи   | Всього у кубку Мітропи | 4       |           | 3       |

## Титули і досягнення
- Чемпіон Італії (1):

«Торіно»: 1942-1943
- Срібний призер чемпіонату Італії (2):

«Торіно»: 1938-1939,  1941-1942
- Бронзовий призер чемпіонату Італії (2):

«Торіно»: 1935-1936,  1936-1937
- Володар Кубка Італії (2):

«Торіно»: 1935-1936, 1942-1943